# Rängs kyrka
Rängs kyrka är en kyrkobyggnad i Räng. Den tillhör Höllvikens församling, tidigare Rängs församling, i Lunds stift.

## Kyrkobyggnaden
Kyrkan byggdes på 1100-talet i romansk stil. På 1400-talet slogs valv, och tornet av tegel byggdes.
Åren 1880–1881 genomgick kyrkan en restaurering av arkitekt Helgo Zettervall då valven revs och långhuset förlängdes österut så att det romanska koret försvann. Byggmästare var Nils Thulin från Malmö och dekorationsmålare var Svante Thulin från Lund. Ett antependium i gotisk stil broderat i guld på purpurfärgat sammet, av fröken Helene Lundstén (f. 1840 i Landskrona) i Lund efter teckning av Svante Thulin, hängdes framför altaret. Den renoverade kyrkan invigdes söndagen 22 oktober 1882 av biskop Wilhelm Flensburg, domprosten Carl Olbers assisterad av professorerna Clas Warholm och Gottfrid Billing, doktor Severin Cavallin och kyrkoherdarna Carl Jacob Collin i Räng, Peter Lundberg i Trelleborg och Johan Henrik Hägglund från dåvarande Caroli församling i Malmö.

## Skingrade inventarier
Vissa inventarier i renässansstil finns numera på Kulturhistoriska museet i Lund.
Två medeltida träskulpturer från kyrkan har numera flyttats till Lunds universitets historiska museum. En av dessa föreställer en Madonna, en annan Anna själv tredje. På den senare är Jesu överkropp och Maria underarmar försvunna. På den tidigare är Jesusbarnet huvudlöst, och händer saknas.

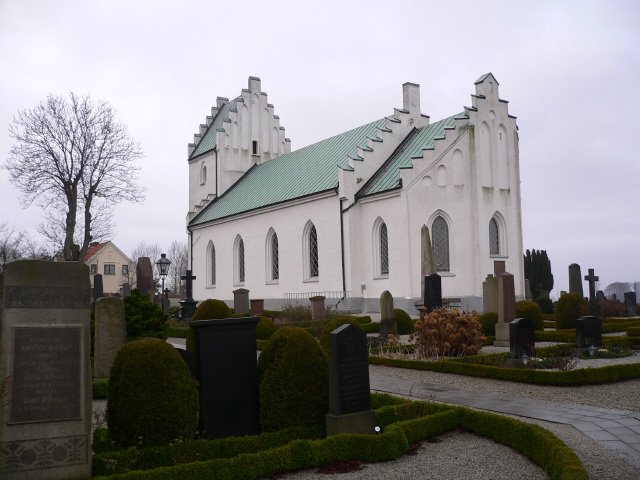
Rängs kyrka
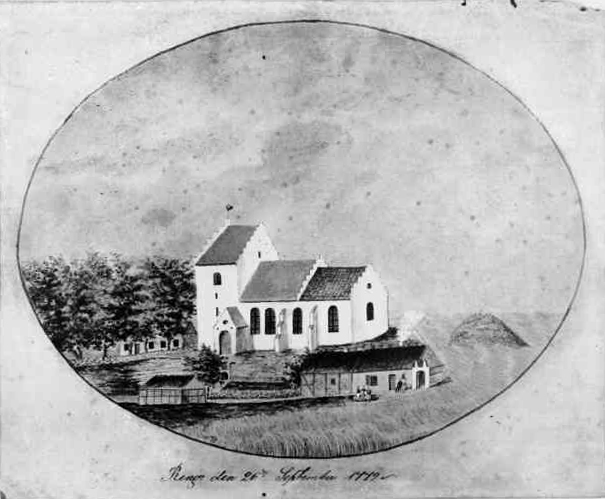
Rängs kyrka 1779. Akvarell av okänd konstnär.

### Orgel
- 1752 sattes en orgel upp av Christian Fredrik Hardt, Malmö med 6 stämmor.[3]

| Manual         |
| Gedackt 8'     |
| Principal 4'   |
| Blockflöjt 4'  |
| Mixtur II      |
| Superoktava 2' |
| Kvinta 1 1/2'  |

- 1881 byggde Rasmus Nilsson, Malmö en orgel med 12 stämmor.
- Den nuvarande orgeln byggdes 1968 av Frederiksborgs Orgelbyggeri, Hilleröd, Danmark och är en mekanisk orgel.

| Manual I        | Manual II     | Pedal      | Koppel |               |          |                         |
| Principal 8´    | Rörflöjt 8´   | Subbas 16´ | I/P    |               |          |                         |
| Rörflöjt 8'     | Kvintadena 8' | Oktava 8´  | II/P   |               |          |                         |
| Oktava 4'       | Principal 4'  | Pommer 8'  | II/I   |               |          |                         |
| Gedacktflöjt 4' | Spetsflöjt 4' | Oktava 4'  |        | Kvinta 2 2/3' | Flöjt 2' | Rauschkvint 2 2/3' + 2' |
| Oktava 2'       | Kvinta 1 1/3' |            |        |               |          |                         |
| Waldflöjt 2'    | Oktava 1'     |            |        |               |          |                         |
| Ters 1 3/5'     | Scharf II     |            |        |               |          |                         |
| Mixtur 1 1/3'   | Krumhorn 8'   |            |        |               |          |                         |

#### Kororgel
Den nuvarande kororgeln byggdes 1974 av Frederiksborgs Orgelbyggeri, Hilleröd, Danmark och är en mekanisk orgel.
| Manual        |
| Gedackt 8'    |
| Principal 4'  |
| Rörflöjt 4'   |
| Spetsflöjt 2' |
| Kvint 1 1/3'  |
| Cymbel II     |

### Fotnoter
1. 1 2  ”Bref från Reng.”. Trelleborgs Allehanda, 5:e kolumn i texten längre ner. 25 oktober 1882. https://tidningar.kb.se/4112792/1882-10-25/edition/167790/part/1/page/3/?newspaper=TRELLEBORGS%20ALLEHANDA&from=1882-10-25&to=1882-10-25. Läst 17 november 2022.
2. ↑  ”Kyrkoinvigning.”. Ystads Tidning. 27 oktober 1882. https://tidningar.kb.se/2618977/1882-10-27/edition/166473/part/1/page/2/?newspaper=YSTADS%20TIDNING&from=1882-10-27&to=1882-10-27. Läst 17 november 2022.
3. ↑  Abr. Hülphers, Historisk Afhandling om Musik och Instrument särdeles om Orgwerks Inrättningen i Allmänhet jemte Kort Beskrifning öfwer Orgwerken i Swerige (1773), s. 292.